# Chimenea de la fábrica de licores de Manresa Alta
La chimenea de la fábrica de licores de Manresa Alta es una construcción del municipio de Manresa, en Barcelona (España) protegida como bien cultural de interés local.
Se trata de la chimenea de una antigua fábrica de licores. Con base cuadrangular y cuerpo troncocónico, fue construida con ladrillo aplantillado. Dispone de un acabado clásico con refuerzos en el remate circular y las molduras. Actualmente se encuentra sin construcciones adosadas.